# أغوايلار دي بوريبا
بلدية أغوايلار دي بوريبا (بالإسبانية: Aguilar de Bureba)، هي إحدى بلديات مقاطعة برغش، التي تقع في منطقة قشتالة وليون، والتي تقع في شمال غرب إسبانيا.
يبلغ عدد سكانها 84 نسمة وفقاً لإحصائية سنة (2002).